# Coenotropa
Coenotropa é um gênero de mariposa pertencente à família Crambidae.